# Сырбешты
Сырбешты также Сырбешть (рум. Sîrbeşti) — село в Флорештском районе Молдавии. Наряду с сёлами Чутулешты, Ион-Водэ и Маринешты входит в состав коммуны Чутулешты.

## География
Село расположено на высоте 111 метров над уровнем моря.

## Население
По данным переписи населения 2004 года, в селе Сырбешть проживает 473 человека (229 мужчин, 244 женщины).
Этнический состав села:
| Национальность | Число жителей | Процентный состав |
| -------------- | ------------- | ----------------- |
| молдаване      | 470           | 99,37             |
| украинцы       | 3             | 0,63              |
| Всего          | 473           | 100 %             |